# Bronisław Prugar-Ketling
Bronisław Prugar-Ketling, poljski general, * 2. julij 1891, † 18. februar 1948, Varšava.